# 2. deild karla 1999
Mùa giải 1999 của 2. deild karla là mùa giải thứ 34 của giải bóng đá hạng ba ở Iceland.

## Bảng xếp hạng
| Vị thứ | Đội        | Số trận | Thắng | Hòa | Thua | Bàn thắng | Bàn thua | Hiệu số | Điểm | Ghi chú                  |
| ------ | ---------- | ------- | ----- | --- | ---- | --------- | -------- | ------- | ---- | ------------------------ |
| 1      | Tindastóll | 18      | 14    | 2   | 2    | 61        | 12       | +49     | 44   | Thăng hạng 1. deild 2000 |
| 2      | Sindri     | 18      | 9     | 7   | 2    | 28        | 7        | +21     | 34   | Thăng hạng 1. deild 2000 |
| 3      | Selfoss    | 18      | 9     | 4   | 5    | 41        | 32       | +9      | 31   |                          |
| 4      | Þór A.     | 18      | 9     | 3   | 6    | 33        | 27       | +6      | 30   |                          |
| 5      | Leiknir R. | 18      | 7     | 6   | 5    | 30        | 27       | +3      | 27   |                          |
| 6      | KS         | 18      | 8     | 2   | 8    | 19        | 20       | -1      | 26   |                          |
| 7      | HK         | 18      | 6     | 4   | 8    | 30        | 39       | -9      | 22   |                          |
| 8      | Léttir     | 18      | 4     | 4   | 10   | 27        | 47       | -20     | 18   |                          |
| 9      | Völsungur  | 18      | 3     | 2   | 13   | 18        | 48       | -30     | 11   | Xuống hạng 3. deild 2000 |
| 10     | Ægir       | 18      | 1     | 6   | 11   | 22        | 50       | -28     | 9    | Xuống hạng 3. deild 2000 |

## Danh sách ghi bàn
| Cầu thủ                | Số bàn thắng | Đội bóng   |
| ---------------------- | ------------ | ---------- |
| Sverrir Þór Sverrisson | 16           | Tindastóll |
| Unnar Sigurðsson       | 12           | Tindastóll |
| Engilbert Friðfinnsson | 9            | Léttir     |
| Guðjón Þorvarðarson    | 9            | Selfoss    |
| Arnar Halldórsson      | 8            | Leiknir R. |